# Козениці (гміна)
Гміна Козеніце (пол. Gmina Kozienice) — місько-сільська гміна у центральній Польщі. Належить до Козеницького повіту Мазовецького воєводства.
Станом на 31 грудня 2011 у гміні проживало 30760 осіб.

## Площа
Згідно з даними за 2007 рік площа гміни становила 245.56 км², у тому числі:
- орні землі: 46.00%
- ліси: 39.00%

Таким чином, площа гміни становить 26.78% площі повіту.

## Населення
Станом на 31 грудня 2011:
| Опис     | Загалом | Загалом | Чоловіки | Чоловіки | Жінки | Жінки |
| -------- | ------- | ------- | -------- | -------- | ----- | ----- |
| одиниця  | осіб    | %       | осіб     | %        | осіб  | %     |
| все      | 30760   | 100     | 15093    | 49.07    | 15667 | 50.93 |
| міське   | 18564   | 100     | 8974     | 48.34    | 9590  | 51.66 |
| сільське | 12196   | 100     | 6119     | 50.17    | 6077  | 49.83 |

## Сусідні гміни
Гміна Козеніце межує з такими гмінами: Ґарбатка-Летнісько, Ґловачув, Маґнушев, Мацейовіце, Пйонкі, Сецехув, Стенжиця.